# Lâu đài Świecie
Lâu đài Teutonic ở Świecie (tiếng Ba Lan: Zamek krzyżacki w wieciu) - một tàn tích một phần nằm ở Świecie. Các tàn tích của nó một phần được giữ trong hình dạng đầy đủ từ bờ sông Vistula và sông Wda - cùng với một tòa tháp tròn đứng đầu với các phần chìa. Lâu đài là một phần của khu phức hợp được xây dựng bởi các Hiệp sĩ Teutonic theo phong cách kiến trúc Gothic. Lâu đài được xây dựng trên địa điểm của lãnh địa của công tước Pomeranian - nằm bên cạnh lâu đài. Trước đây lâu đài có bốn tòa tháp ở bốn góc, một trong số đó sống sót. Lâu đài được bao quanh bởi một bức tường phòng thủ và một con hào. Năm 1410, lâu đài bị quân Ba Lan cướp phá và phá hủy lâu đài. Lâu đài thuộc sở hữu của Vương quốc Ba Lan sau Hòa bình thứ hai vào năm 1466. Vào thế kỷ XVI, Castellan Konopacki đã xây dựng lại lâu đài theo phong cách kiến trúc Phục hưng. Lâu đài bị tàn phá sau trận đại hồng thủy và kể từ đó không được xây dựng lại. Lâu đài bị tàn phá nặng nề hơn sau khi lực lượng Phổ sử dụng lâu đài làm sân tập. Hiện tại lâu đài có một bảo tàng, với tòa tháp và lâu đài được cải tạo.